# Береке (Ордабасинский район)
Береке (каз. Береке, до 1999 г. — Берёзовка) — село в Ордабасинском районе Туркестанской области Казахстана. Входит в состав Шубарского сельского округа. Находится примерно в 9 км к востоку от районного центра, села Темирлановка. Код КАТО — 514655300.

## Население
В 1999 году население села составляло 2305 человек (1157 мужчин и 1148 женщин). По данным переписи 2009 года, в селе проживали 1172 человека (601 мужчина и 571 женщина).